# Orobanche lycoctoni
Orobanche lycoctoni är en snyltrotsväxtart som beskrevs av Rhiner. Orobanche lycoctoni ingår i släktet snyltrötter, och familjen snyltrotsväxter. Inga underarter finns listade i Catalogue of Life.